# Acenafteno
El acenafteno es un compuesto aromático cristalino e incoloro, de fórmula molecular C12H10.
Su punto de fusión es 95 °C y su punto de ebullición 279 °C. 
En la industria química es usado como intermedio en la producción de algunos colorantes.